# Trøndelag
Il Trøndelag (pronuncia norvegese: [²trønːdəˌlɑːɡ]) è una regione e contea della Norvegia.
Il territorio coincide anche con la contea del Trøndelag. La capitale è Trondheim, che fu la prima capitale stabile del regno norvegese. Nel 1804 venne suddivisa in due contee, Nord-Trøndelag (Trøndelag  nord) e Sør-Trøndelag (Trøndelag sud), che sono state riunificate in un'unica contea a partire dal 1º gennaio 2018.

## Origine del nome
In età storica la regione era conosciuta con due nomi: Þrœndalǫg e Þrándheimr.
In Þrœndalǫg, il primo elemento è genitivo di þrœnd, cioè "colui che viene dal Trøndelag", mentre lǫg significa "legge" ma anche "giurisdizione, territorio, distretto, popolo sottomesso a un'unica legge".
Þrándheimr invece è sopravvissuto nel nome di Trondheim, capoluogo della regione. Il termine sembra essere più antico e significherebbe "casa dei þrœndir". Da questo toponimo prende il nome il Trondheimsfjord
Il nome þrœndir potrebbe essere collegato a Þrór, un nome di Odino, a sua volta collegato al verbo "prosperare".

## Geografia
Il punto più caratterizzante di tutto il Trøndelag è il Trondheimsfjord, ma vi si trovano anche altri fiordi, fra cui i principali:
- Hemnfjord (profondo 25 km)
- Namsenfjord (Namsos)
- Åfjorden

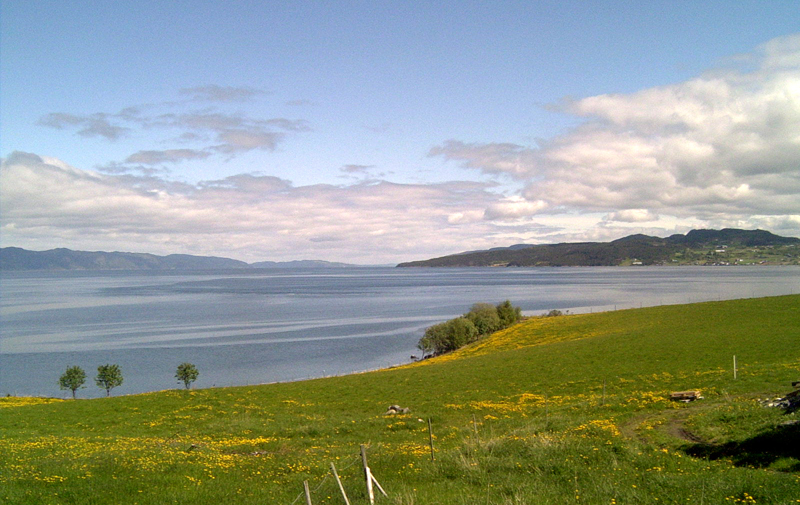
Il Trondheimsfjord visto da Tautra

Al largo della costa si trovano molte isole, separate tra le due contee di Nord-Trøndelag e Sør-Trøndelag. Le maggiori sono Hitra e Frøya, che costituiscono due comuni. Un'altra isola è Austra.
La regione comprende, quasi sempre in comune con altre regioni, sei parchi nazionali: Blåfjella–Skjækerfjella, Børgefjell, Dovrefjell, Femundsmarka, Forollhogna, Skarvan og Roltdalen. I fiumi principali sono Gaula, Orkla e Namsen, fra i migliori della Norvegia per la pesca al salmone.

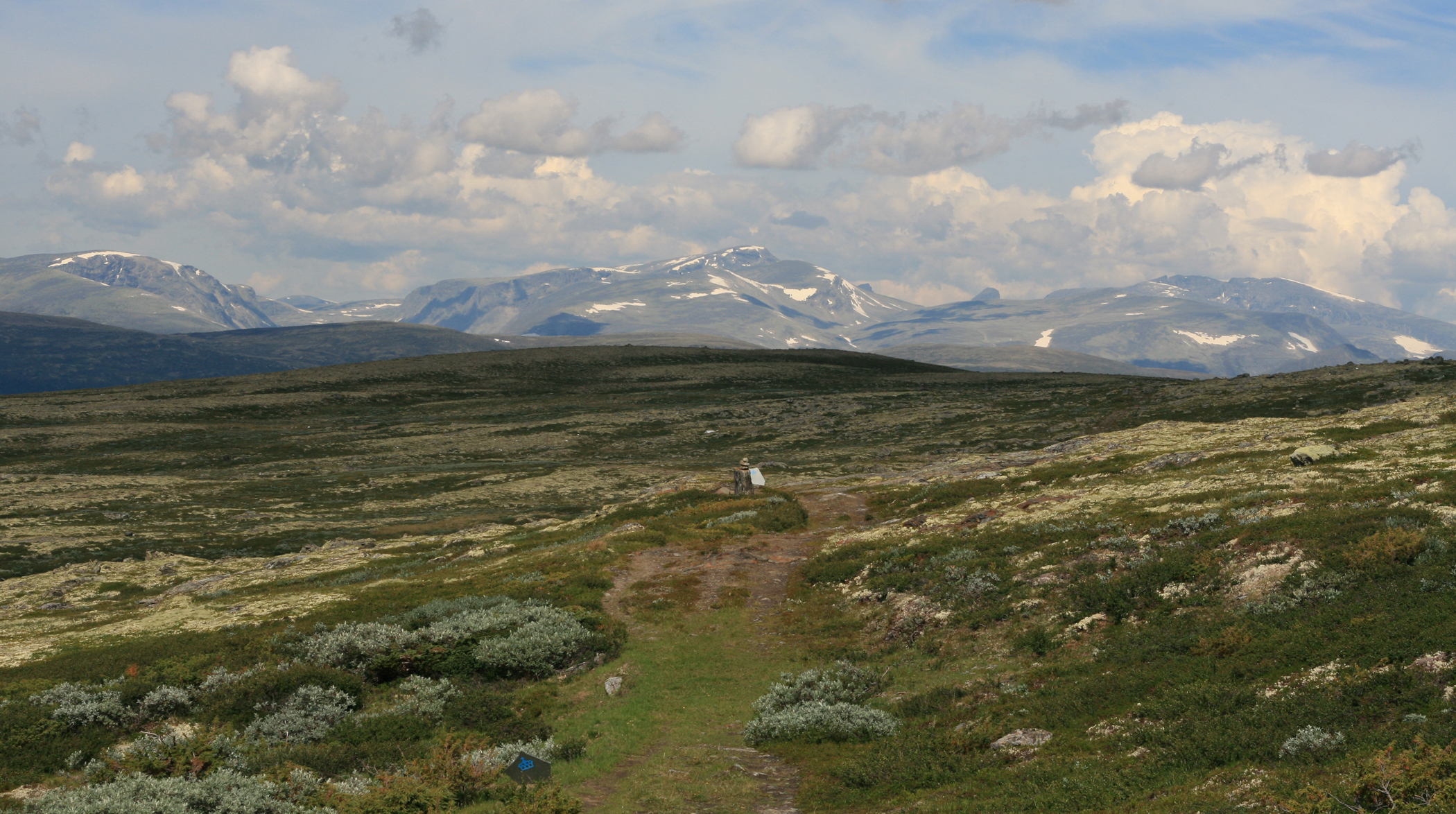
Parco nazionale di Dovrefjell (Pilegrimsleia)
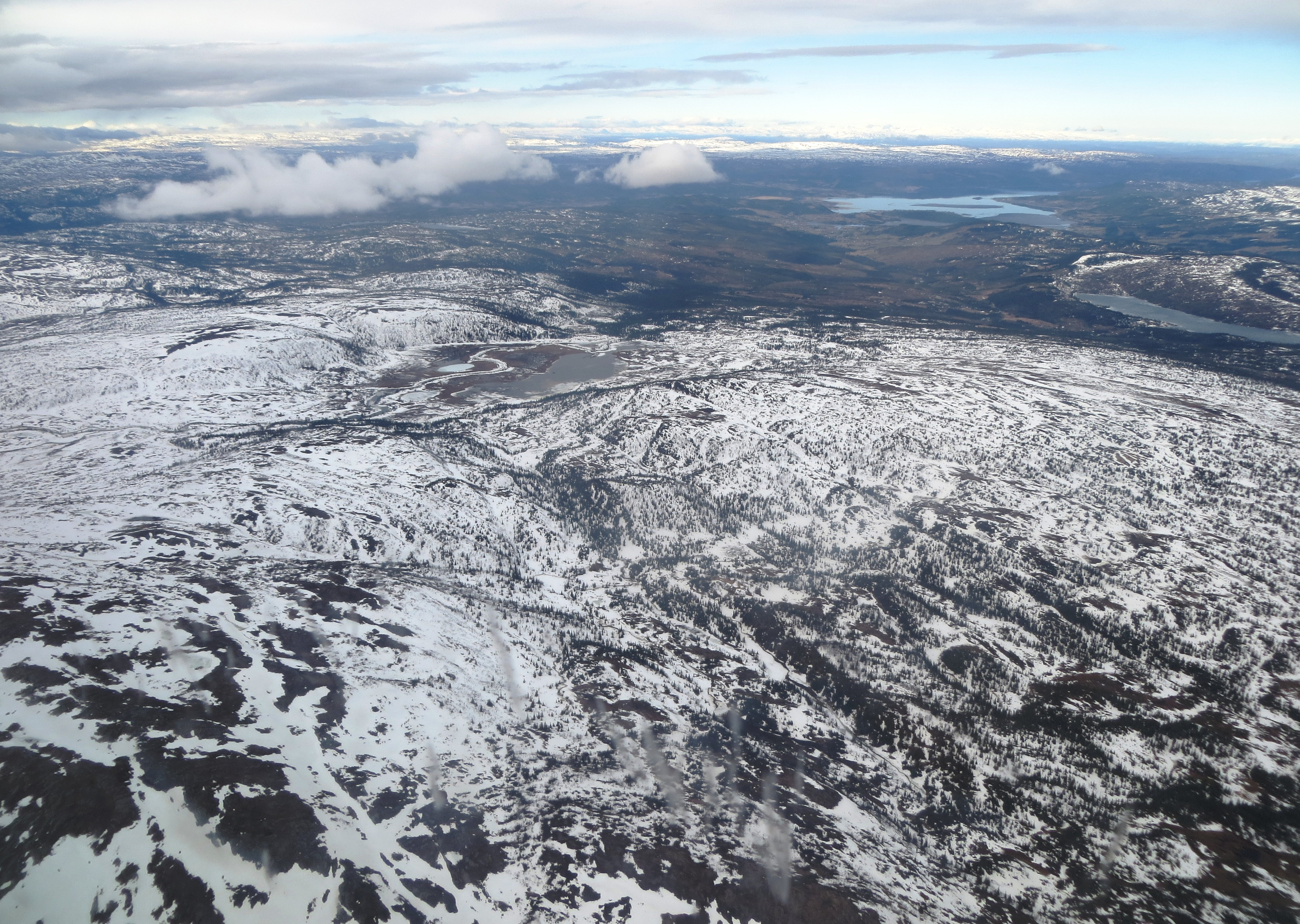
Parco nazionale di Skarvan og Roltdalen
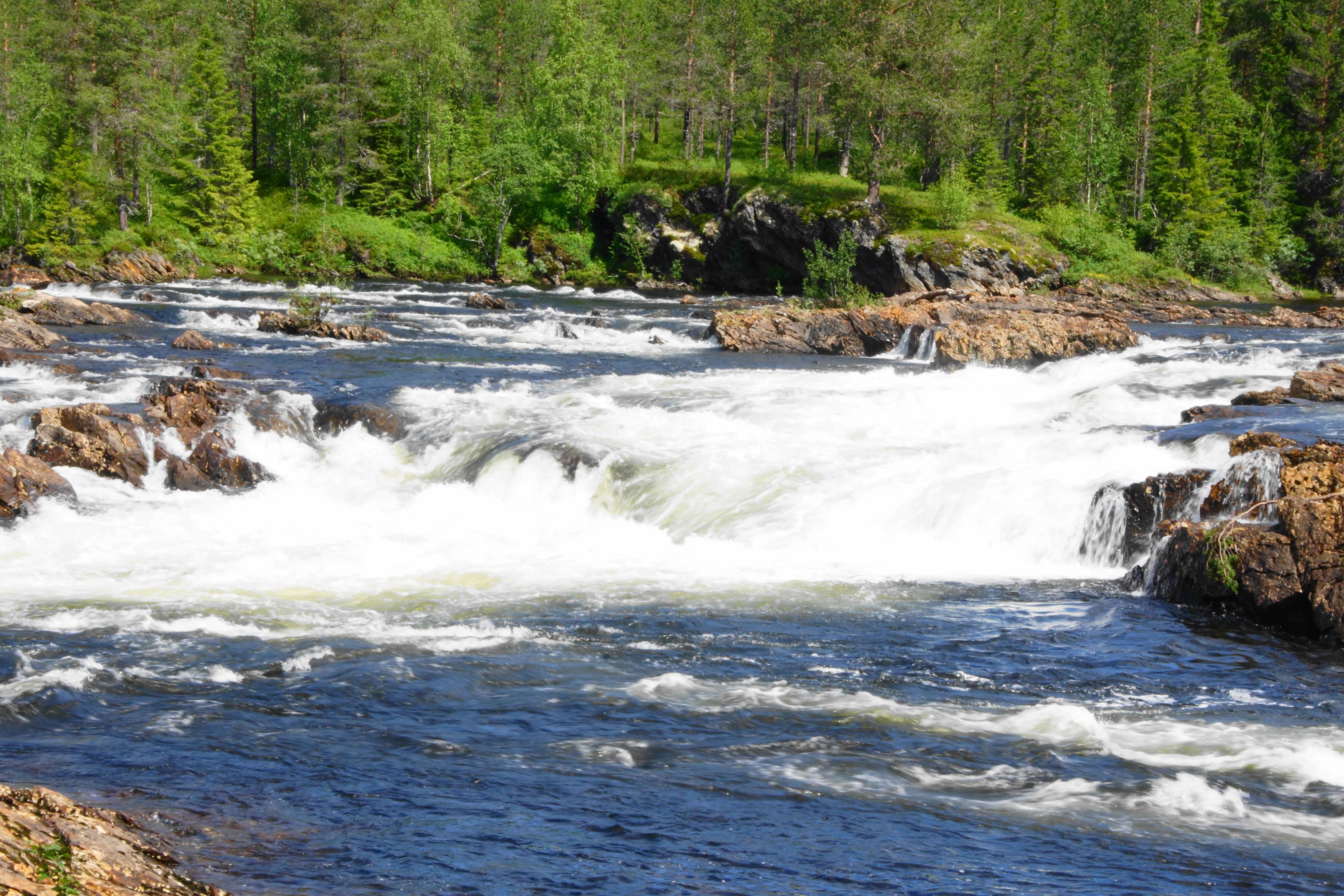
Il fiume Namsen

### Suddivisioni amministrative
Le contee furono Nord-Trøndelag e Sør-Trøndelag fino al 1º gennaio 2018 (ora unificate) e comprendono 48 comuni.

## Storia
La regione è abitata da migliaia di anni. Le oltre 300 pitture e incisioni rupestri che si trovano nella Norvegia Centrale risalgono all'Età della pietra nordica (8000-1800 a.C) e all'Età del bronzo e del ferro scandinava (1800 a.C-400 d.C). La cultura di Nøstvet (6200 - 3200 a.C.) giunse fino al Trøndelag e certamente l'arte rupestre fu espressione anche di questa cultura.
Durante l'Età del ferro nordica, approssimativamente 400-800 d.C., il Trøndelag era composto da piccoli regni noti come fylker. Snorri Sturluson cita in tutto otto regni minori. La parola fylke, che deriva da folk "popolo", oggi indica una contea, ma originariamente era il nome per un regno minore. In età vichinga e con l'unificazione della Norvegia sotto un unico re, questa regione ricoprì un ruolo importantissimo.
 Età vichinga 

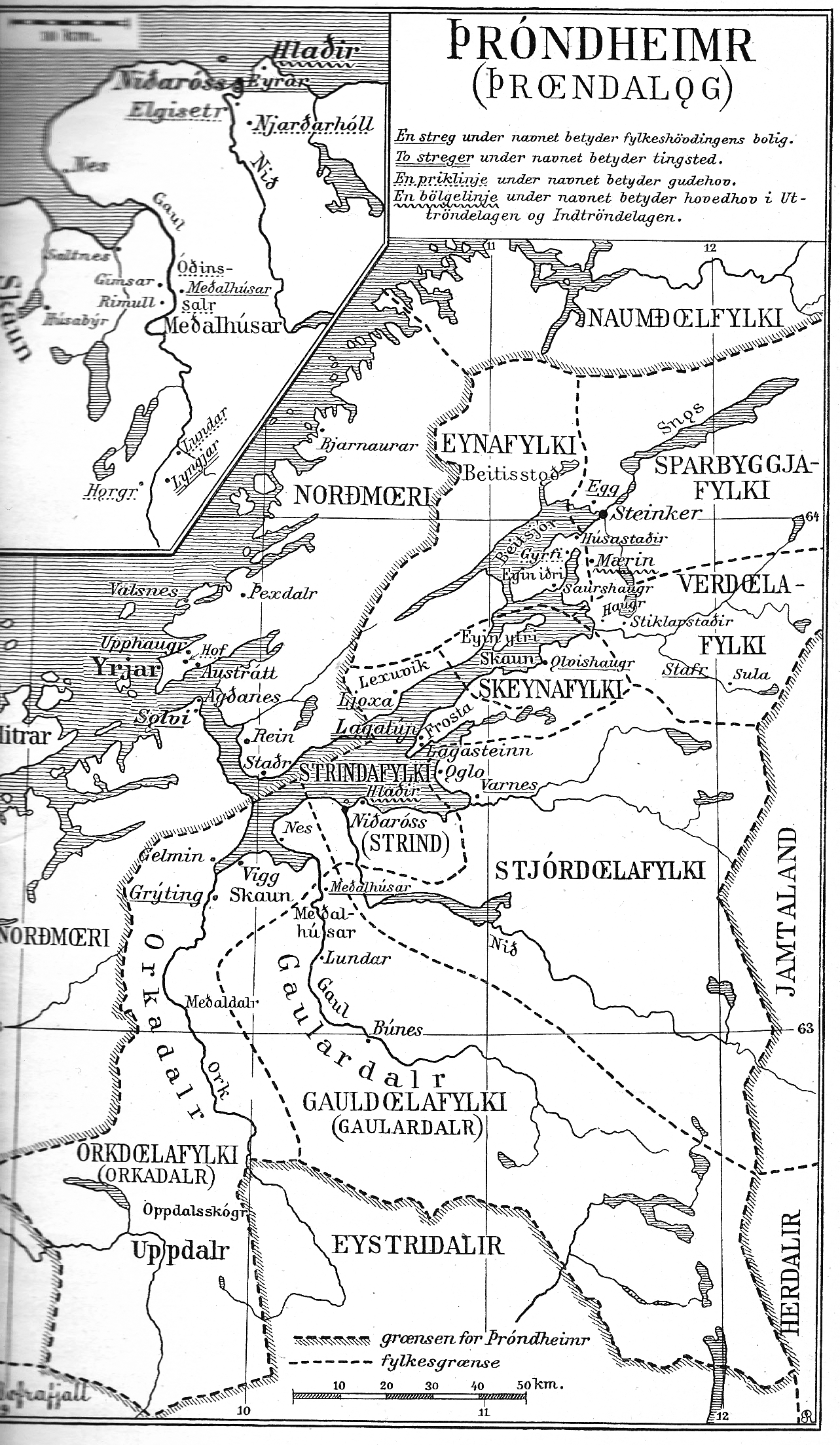
Mappa del Trøndelag in età vichinga

Le fonti indicano i nomi dei regni minori del Trøndelag:
1. Gauldølafylke
2. Orkdølafylke
3. Skøynafylke
4. Sparbyggjafylke
5. Stjordølafylke
6. Strindafylke
7. Verdølafylke
8. Øynafylke

A partire dal 900 gli jarl di Lade esercitarono una notevole influenza su tutto il Trøndelag, prima come alleati e poi vassalli dei re Norvegesi.
 Jarl di Lade 
Håkon Grjotgardsson fu il primo jarl di Lade e alleato di Harald Bellachioma. La sede degli jarlar si trovava nella fattoria di Lade (Hlaðir), poco fuori Trondheim, e svolse il ruolo di residenza reale. I più noti sono:
- Håkon Grjotgardsson, il primo
- Sigurd Håkonsson (890-962), figlio di Håkon
- Håkon Sigurdsson (935/937-995), regnò sulla Norvegia per conto di Harald Denteazzurro
- Erik Håkonsson (960-1020 c.), figlio di Håkon Sigurdsson. Dal 1000 al 1015 regnò di fatto sulla Norvegia per conto di Sven Barbaforcuta, re di Danimarca
- Sven Håkonsson (morto 1016), figlio di Håkon Sigurdsson e fratellastro di Erik
- Håkon Eriksson, figlio di Erik e governatore di Norvegia fino al 1015

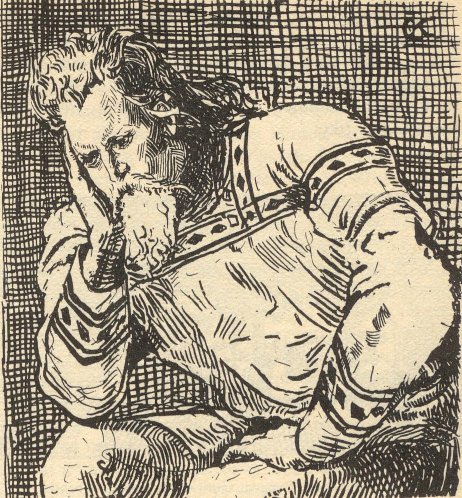
Håkon jarl, disegnato da Christian Krohg, 1899

Dopo la morte di Harald II Mantogrigio, ucciso da Håkon Sigurdsson nella battaglia di Limfjord (970), i Danesi governarono sulla Norvegia e assegnarono la gestione agli jarlar di Lade. Il loro potere durò, non senza intervalli e contrasti, fino al 1016, nella battaglia di Nesjar, per declinare definitivamente dopo il 1030, quando la battaglia di Stiklestad pose fine al predominio.
 Battaglia di Stiklestad 
In questa battaglia venne sconfitto e ucciso Olaf II, in seguito canonizzato. Da allora è conosciuto come Olaf il Santo (norvegese: Heilag Olav) e patrono di Norvegia. La battaglia avvenne a Stiklestad, nel comune di Verdal, e vide contrapporsi il re, cristiano e con i suoi alleati, alla schiera di contadini benestanti e piccoli capi locali, molto influenti, leali a Canuto il Grande. Secondo Snorri, le forze contavano circa 6 000 uomini dalla parte di Olaf e oltre 14 000 dalla parte avversaria. L'Esercito Contadino, come viene definito, era comandato da Kálfr Árnason, Hárek di Tjøtta e Thorir Hund, precedentemente fedele a Olaf.
Sempre secondo Snorri, il re ricevette tre ferite: al ginocchio, al collo e al ventre, quest'ultima mentre si adagiava contro una pietra. Lo storico islandese afferma che fu lo stesso Thorir Hund a infliggergli quest'ultima ferita, mortale, usando una lancia con la punta di un giavellotto che precedentemente aveva ucciso suo nipote.
A Stiklestad partecipò, quindicenne, Harald Hardrada, fratellastro di Olaf e successivamente anche lui re di Norvegia (1046/1047-1066).
 Unione di Kalmar 
Nel 1658, con il trattato di Roskilde, la regione venne ceduta alla Svezia, ma due anni dopo, con il trattato di Copenaghen, venne restituita al Regno di Danimarca-Norvegia.
Nel 1804 La regione venne suddivisa in Nord e Sud .
Oggi la vita della regione si svolge per la maggior parte a Trondheim, importante centro in tutto il paese, in particolare per la cultura, il teatro e la musica.

## Lingua e cultura
Annualmente a Stiklestad si tiene lo Spelet om Heilag Olav, uno spettacolo teatrale di rievocazione storia sulla figura di Olaf il Santo. Incentrata sulla battaglia di Stiklestad, l'opera venne scritta da Olav Gullvåg (1885-1961) e si tiene ogni anno dal 1954. 

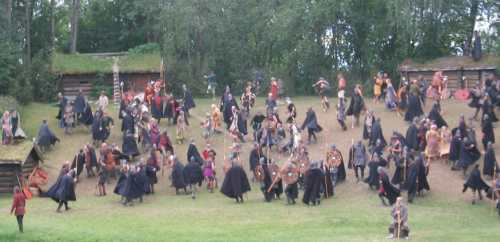
Spelet om Heilag Olav, 2003

Nella regione si trova una specie ovina locale, chiamata Grå trøndersau per via della sfumature grigie del vello, più o meno pronunciate. È una specie molto rara, composta da soli 50 individui tutti allevati in Norvegia, nata dall'incrocio con una specie estinta all'inizio del XX secolo, la Tautersau, originaria di Frosta. 

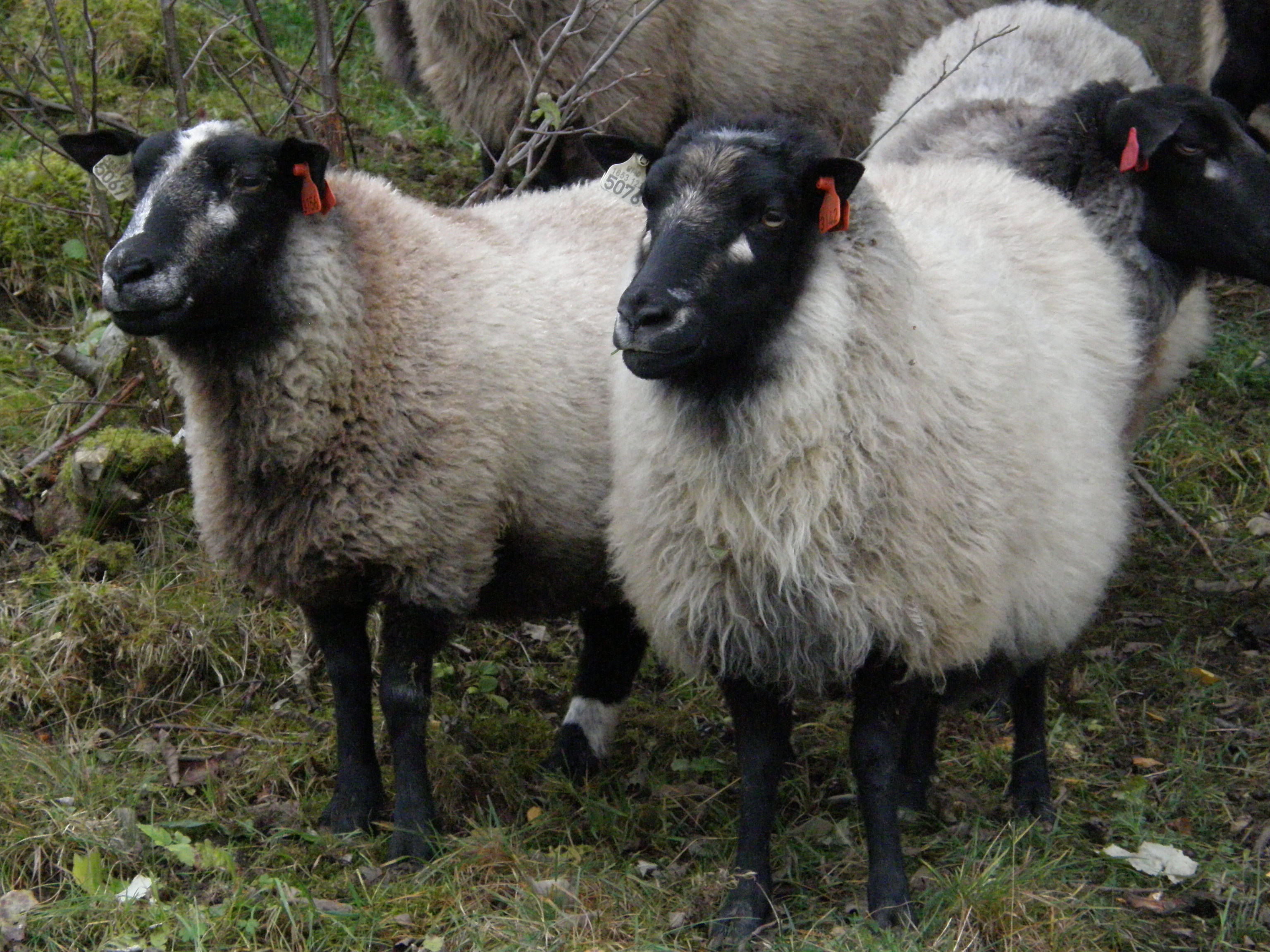
Esemplari di Grå trøndersau

Trondheim, il capoluogo, è una delle città più antiche di Norvegia ed è la terza del paese. Ospita molti spazi per la cultura e la musica, come il Trøndelag Teater, costruito nel 1816, l'Orchestra Sinfonica di Trondheim e l'Orchestra Jazz di Trondheim. La cattedrale di Nidaros, costruita nel 1070, oltre a essere un luogo simbolo nella storia Norvegese (qui venivano consacrati i sovrani e sorge sulla tomba di Olaf II), è regolarmente la sede del coro della cattedrale (Chorus Puerorum Cathedralis Nidrosiensis).
Non tutte le contee hanno adottato ufficialmente le due lingue Bokmål e Nynorsk. Tuttavia, nel Nord-Trøndelag su 25 comuni 15 sono neutrali, mentre nel Sør-Trøndelag prevale il Nynorsk. La lingua maggiormente diffusa comunque risulta il Trøndersk, il dialetto del Trøndelag.

## Comuni della contea di Trøndelag
La contea di Trøndelag è suddivisa in 40 comuni (Kommuner):